# San Francisco Cuautliquixca
San Francisco Cuautliquixca («donde se aprecian águilas») es uno de los 12 pueblos y a la vez uno de los 5 que integran la ciudad de Ojo de Agua en el municipio de Tecámac, Estado de México.

## Clima
El clima predominante es templado semiseco, con una temperatura media anual es de 16.4 °C, con una máxima de 31.5 °C y una mínima de 6.5 °C.

## Transporte
Cuenta con una estación del Mexibus que hacer honor a su nombre, en la línea 1, denominada como San Francisco.

## Patrimonio
La parroquia de San Francisco de Cuautliquixca, fundada en el año de 1592; en 1792 el patronato realizó el enrejado del atrio.
Algunos de los atractivos son el kiosco del pueblo, el arcotecho jardineras y el parque de la localidad.

## Festividades
La fiesta parroquial se celebra el 4 de octubre.  
Es cede oficial del encuentro internacional de danza infantil y juvenil, donde participan varios estados de la República como algunos países invitados.  

## Equipamiento
- Escuela Primaria: Mariano Matamoros (matutino), Aquiles Serdán (vespertino).
- Escuela Secundaria: Efrén Rebolledo, federal N.º 124.